# Aneurismectomia
Aneurismectomia é um procedimento cirúrgico que tem como objectivo reparar um aneurisma da aorta que poderá sofrer ruptura. A cirurgia é executada em casos em que o aneurisma cresce mais de 2 cm, ou em qualquer caso em que o mesmo se torne sintomático ou que cresça de forma rápida. Não é recomendável em pacientes que sofram de condições como enfisema, insuficiência cardíaca ou cancro.